# Perspectiva Escolar
Perspectiva escolar és una revista escolar publicada en català que va aparèixer el desembre del 1974.
Es tracta d'una publicació essencialment de caràcter universitari, que reflecteix el treball i el pensament de la institució pedagògica Rosa Sensat. Des d'aquesta perspectiva, la revista s'adreça principalment als professionals de l'educació, contribuint a difondre experiències educatives innovadores i a promoure reflexions teòriques sobre l'ensenyament obligatori, particularment dels infants i joves de 6 a 16 anys i l'educació en general. Des de la seva fundació, la seva gestió és a càrrec d'un consell de redacció.

## Periodicitat
Fins a l'any 1977 aquesta revista va tenir una periodicitat bimestral. A partir d'aquest any va esdevenir mensual, amb un total de deu números l'any. El 2012 va tornar a tenir una periodicitat bimestral. L'any 2020 va tenir una renovació, amb un format en color i de més grandària, juntament amb una amplicació de continguts i un canvi de nom, a Perspectiva i el lema L'educació i la cultura ens faran lliures.

## Història
Aquesta revista escolar es va fundar el 1974, i el primer número apareix el desembre d'aquell any.

### Directors
Els directors des de la incepció fins a l'actualitat (a 2022), son els següents:
| Mandat       | Nom                             | Anys de vida                | Notes             |
| ------------ | ------------------------------- | --------------------------- | ----------------- |
| 1974-1996    | Jordi Tomàs i Bonell            | (Barcelona 1931-2008)       | Vegeu nota a baix |
| 1996-2005    | Carme Tomàs i Martorell         |                             | Vegeu nota a baix |
| 2006-2013    | Miquel Àngel Essomba i Gelabert | (Barcelona, 1971)           |                   |
| 2013-2019    | Xavier Besalú i Costa           | (Sant Julià de Ramis, 1953) |                   |
| 2020-present | David Pujol i Fabrellas         | (La Bisbal d'Empordà, 1965) |                   |

Nota: Els dos primers presidents, curiosament, comparteixen primer cognom, però no son parents.